# Dansk Folkeoplysnings Samråd
 Der er for få eller ingen kildehenvisninger i denne artikel, hvilket er et problem. Du kan hjælpe ved at angive troværdige kilder til de påstande, som fremføres i artiklen.

Dansk Folkeoplysnings Samråd (DFS) er en paraply- og brancheorganisation for 38 landsdækkende folkeoplysende organisationer. 
Siden grundlæggelsen i 1941 har DFS’ formål været at styrke folkeoplysningens vilkår og vedkommenhed og være en fælles repræsentation for landsdækkende folkeoplysende organisationer i Danmark.
DFS’ medlemmer repræsenterer bl.a. højskolerne, aftenskolerne, efterskolerne, friskolerne, de frie fagskoler, kulturhusene, ungdomsskolerne og amatørkulturelle foreninger. Derudover har DFS også flere sagsorienterede medlemmer, der arbejder med oplysning om bl.a. ligestilling, grøn omstilling, Grundtvigs kulturarv og det nordiske samarbejde. 
DFS’ medlemmer har til sammen mere end 4.100 lokale folkeoplysende skoler, foreninger, afdelinger mv. over hele landet, der aktiverer 1,6 mio. deltagere om året. 
DFS’ formand er Per Paludan Hansen, der er sekretariatsleder for oplysningsforbundet LOF.

## Medlemsorganisationer
- AOF
- Atlantsammenslutningen
- Daghøjskoleforeningen
- Dansk Amatørorkester Samvirke (DAOS)
- Dansk Kvindesamfund
- Dansk Oplysnings Forbund
- Dansk Amatør Teater & Scenekunst (DATS)
- Demokrati i Europa Oplysningsforbundet (DEO)
- Efterskoleforeningen
- Europabevægelsen
- FN-forbundet
- Folk & Sikkerhed
- Folkehøjskolernes Forening i Danmark (Højskolerne)
- FOF
- Folkeuniversiteterne i Danmark
- Folkeuniversitetets Komitestyrelse
- Folkevirke
- Fora
- Foreningen NORDEN
- Frie Fagskoler
- FRISKOLERNE
- Fritid og Samfund
- Grundtvigs Forum
- Grænseforeningen
- Grøn Hverdag
- Komiteen for Sundhedsoplysning
- Korliv
- Kulturhusene i Danmark
- Kvindernes U-landsudvalg
- Landsforeningen Praktisk Økologi
- LOF
- Netværket for Økologisk Folkeoplysning og Praksis
- Nyt Europa
- Sager der Samler
- Sammenslutningen af Lokalarkiver
- Sammenslutningen af Lokale Radio- og TV-stationer i Danmark
- SFOF
- Ungdomsskoleforeningen